# X-Chat
X-Chat（XChatやxchatとも一般的に記される）は非常にポピュラーなUnix系システム用のIRCクライアント。Windows用やMac OS X用もある（X-Chat Aquaと呼ばれる派生プロジェクトで本家プロジェクトとの互換性を維持しており、Fink projectで管理しているオフィシャルバージョンよりもポピュラーである）。タブとツリーのユーザーインターフェイスを採用し、複数のサーバをサポートし、高いカスタマイズ性がある。コマンドライン版とGUI版の両方が利用可能であるが、GUI版はコマンドライン版よりもはるかに影響力が高い。GNU General Public License (GPL) に基づいてライセンスされ、GTK+ツールキットをユーザーインターフェイスに利用している。

## シェアウェア論争
2004年8月23日の時点でX-Chatのオフィシャルなウィンドウズ版はシェアウェアとなり、30日間の試用期間後は$20を支払わなければならなくなった。これはこの移行の合法性についての大論争を巻き起こした。X-Chatプロジェクトは著作権の付与を要求しないため、X-Chatプロジェクトの管理者は実際にはコード全体の著作権を保有していない。彼はすべてのパッチを削除して書き直すことを提案し、パッチの製作者たちも彼がそうするように進言したが、しかしながらシェアウェアの実施に対するコードの取り扱いが明確ではないため、彼がまだGPLに違反していると感じている人は多い。X-Chatの非公式なWindows版がボランティアの手によって（無料で）利用可能となっており、CVSで頻繁に更新されている。